# Eduard Bertz
Eduard Bertz, né le 8 mars 1853 à Potsdam et mort le 10 décembre 1931 à Paris, est un écrivain, poète, philosophe, bibliothécaire et traducteur allemand. Il est connu notamment pour son engagement dans différents mouvements progressistes et d'émancipation de son temps : social-démocratie, recherche d'une communauté idéale, organisations d'homosexuels et déplacements à bicyclette.

## Biographie
Les premières publications d'Eduard Bertz sont six poèmes parus dans la revue Jahreszeiten (les Saisons) (1871/72). En 1875, il s'installe à Leipzig pour y étudier le caméralisme. Il consacre l'année suivante à son service militaire, en tant que volontaire. Il publie ensuite des articles dans la revue socialiste de gauche Berliner Freie Presse (Presse libre de Berlin). En 1878, il s'installe à Paris ; durant ce séjour, il est condamné à cinq mois de prison pour« insulte à l'Armée prussienne », pour n'avoir pas remis à temps l'un de ses articles. À la fin de 1878, il se rend à Londres où il se lie d’amitié avec l'écrivain et critique social George Gissing, avec lequel il entretiendra par la suite une volumineuse correspondance jusqu'à sa mort, en 1903.

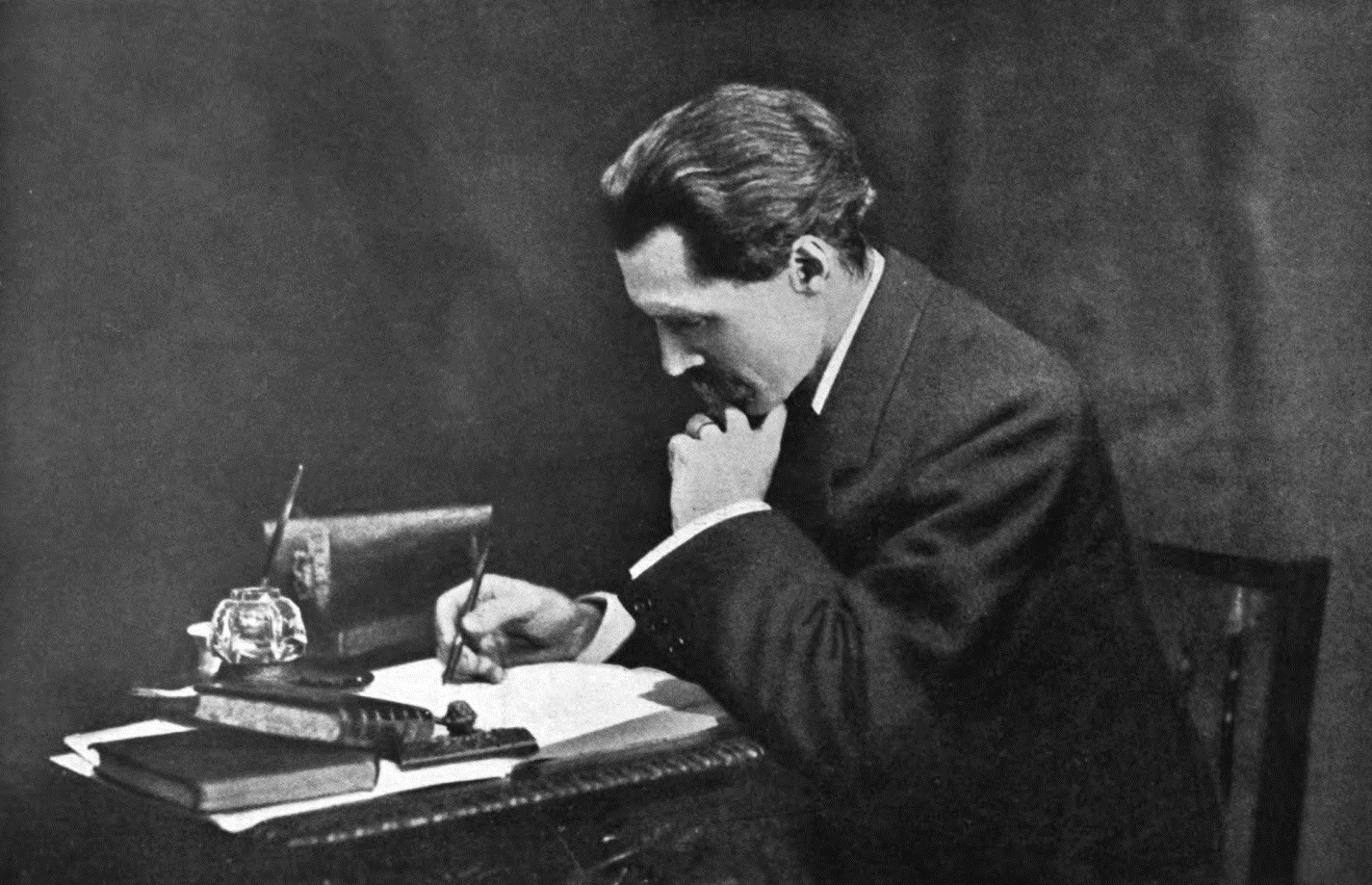
George Gissing (1857-1903), ami fidèle et correspondant d'Eduard Bertz, à sa table de travail.

En 1881, Bertz  voyage aux États-Unis où il restera deux ans pour construire et diriger la bibliothèque d'une colonie agricole à Rugby, dans le Tennessee dans le cadre d'une expérience sociale de l'écrivain anglais Thomas Hughes. En 1883, il est de retour en Europe, d'abord à Londres, puis en Allemagne, dans les frontières de laquelle il effectue de fréquents déplacements. En 1888 il devient membre de l'Association de presse berlinoise (Verein Berliner Presse) et de l'Association des écrivains allemands (Deutschen Schriftstellerverband), dont il est le secrétaire. C'est dans le journal de cette association, Deutsche Presse  (La Presse allemande), qu'il publie jusqu'en 1890, entre autres, des essais sur Ottilie Wildermuth, Walt Whitman, George Gissing, Heinrich Heine et Arthur Schopenhauer. En 1890, il se voit rétabli dans ses droits de citoyen.
En 1900, Eduard Bertz publie Philosophie des Fahrrads (Philosophie de la bicyclette), toujours considéré comme un ouvrage de référence sur l'histoire et la culture du voyage à bicyclette dans lequel il envisage cette dernière sous l'angle de l'un des thèmes de sa vie : l'unité entre le corps, l'esprit et la nature. En outre, le livre contient l'une des premières comparaisons analytiques  entre la bicyclette, le cheval et l'automobile alors émergente comme moyens de transport. Il peut aussi être considéré à la fois comme un document d'histoire de la technique et d'histoire sociale, car il insiste sur la valeur de la bicyclette comme possible instrument d'égalisation des classes.
Dans les dix dernières années de sa vie Bertz ne publie plus aucun texte et sans avoir fondé de famille, meurt dans l'oubli à Potsdam en 1931.

## L'homosexualité

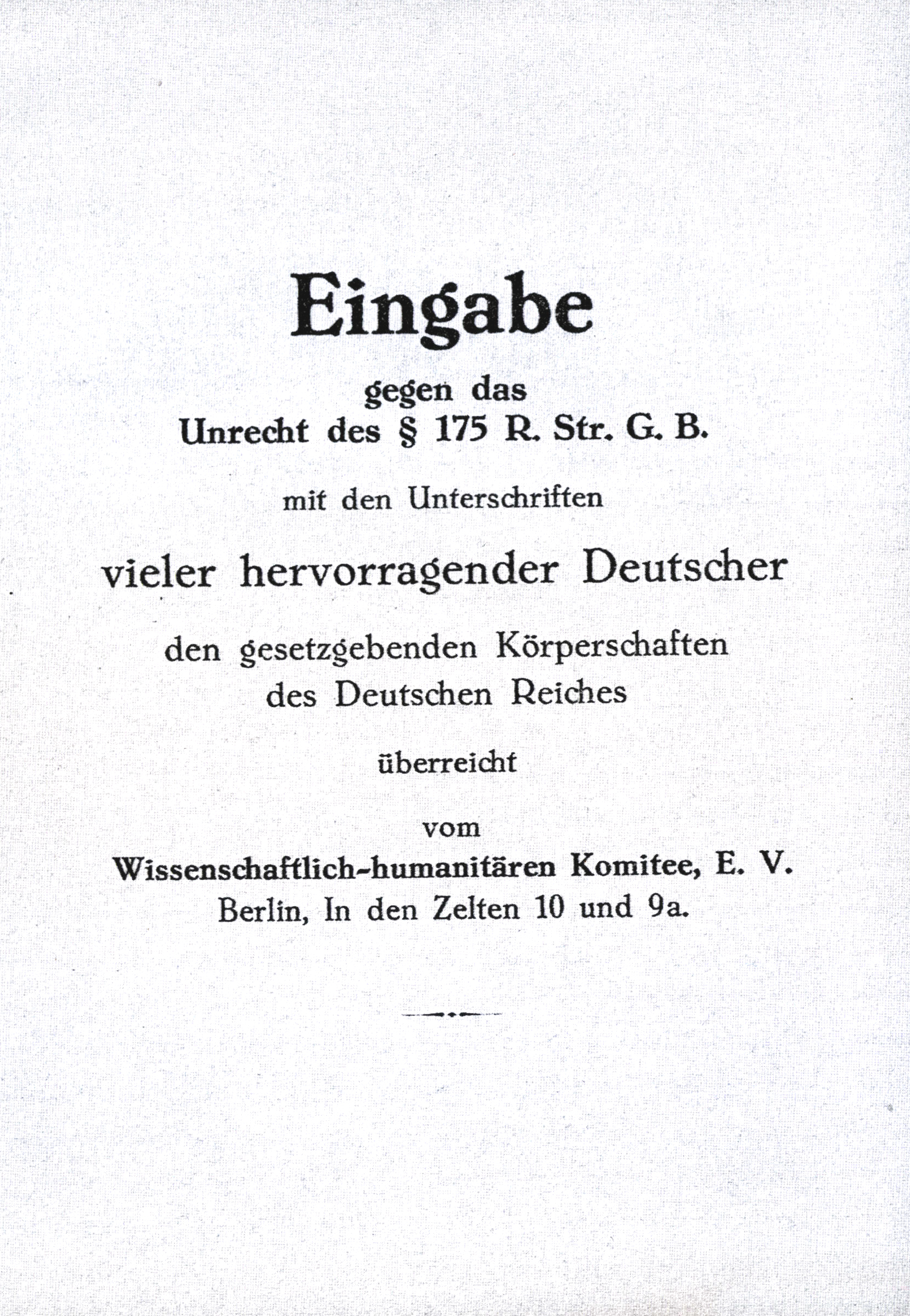
Page de garde de la pétition du comité scientifique humanitaire de 1898 organisée par Magnus Hirschfeld, dont Bertz fut l'un des signataires.

En 1898, Bertz signe avec plus de 800 autres personnalités une pétition contre l'article 175 du Reichsstrafgesetzbuch (le code pénal de l'Empire allemand) sanctionnant pénalement l'homosexualité masculine, organisée par le pionnier de la sexologie médicale Magnus Hirschfeld. À partir de cette date, Bertz collabore au comité scientifique humanitaire créé par Hirschfeld. En 1905, il ouvre un débat public par un essai sur l'homosexualité du poète naturaliste américain Walt Whitman, et révèle aussi par une lettre sa propre homosexualité. Bertz critique Whitman, mort en 1892, et avec lequel il avait correspondu, pour avoir non seulement renié, mais encore publiquement abandonné son homosexualité. Il s'ensuit une confrontation avec l'écrivain allemand Johannes Schlaf, auteur d'une monographie sur Whitman  où il rejetait sèchement les théories de Bertz sur le poète

## Œuvres sélectionnées
- (en) The French Prisoners. A Story for Boys, 1884; 2. A. 1902
- (de) Charles de Secondat, Baron de Montesquieu: Persische Briefe, Leipzig, traduction du français à l'allemand des Lettres persanes, 1885
- (de) Glück und Glas, 1891; 2. A. 1893
- (de) Das Sabinergut, Berlin 1896; 2. A. 1902; 3. A. als Amerika, du hast es besser!, 1909
- (de) Philosophie des Fahrrads, Dresden 1900. Erweiterte Neuausgabe: Georg Olms Verlag Hildesheim 2012, hrsg. v. Wulfhard Stahl,  (ISBN 978-3-487-08497-8)
- (de) Der blinde Eros, Dresden/Leipzig 1901
- (de) Spemanns goldenes Buch der Weltliteratur. Hrsg. v. Eduard Bertz et.al., Berlin/Stuttgart 1901; erweitert 1912
- (de) Der Yankee-Heiland. Ein Beitrag zu einer modernen Religionsgeschichte, 1906
- (de) Whitman-Mysterien. Eine Abrechnung mit Johannes Schlaf, 1907
- (de) Die Weltharmonie. Monistische Betrachtungen, 1908
- (de) Harmonische Bildung. Ein Buch für die Zeit, 1909
- (de) Theodor Storm in Potsdam. In: Mitteilungen des Vereins für die Geschichte Potsdams 1910, Potsdam 1910